# 山东工业大学
山东工业大学是一所综合性工科大学。始建于1949年11月，由6所旧学校并编而成。前身为山东省工业专科学校；1951年更名为山东工学院； 1983年改名为山东工业大学。2000年，山东大学、山东医科大学、山东工业大学合并组建为新的山东大学。其原址现为山东大学千佛山校区。

## 校史沿革[2]

### 山东省工业专科学校
1949年7月到10月，由华东交通专科学校、华东交专徐州分校、华东高级工业学校、山东省人民政府生产部工业学校、生产部青岛高级工业学校、华东财办工矿部济南工业学校全部系科师资设备等经过调整集中，组建成立了新中国成立后的山东省第一所工科高等院校——山东省立工业专科学校。总部设在济南，潍坊、青岛各设分校。11月1日，成立仪式在济南总部举行，张协和任校长。

#### 华东交通专科学校和徐州分校
1947年1月，鲁南战役中缴获各种车四、五百辆，华东军区决定用这些车辆组织解放战士成立华东运输公司，归华东军区兵站部领导，为前线运送弹药、给养、兵员。为改变和提高这批战士的政治素质，华东军区兵站部在临沂成立工训大队，集中解放战士300人参加培训。1947年3月，工训大队驻防沂水一带，兵站部决定扩大工训大队为交通学校，校长由兵站部政委于眉兼任，兵站部副部长熊振作兼副校长（后王剑鸣接任），设摩托、土木工程、交通行政三个系，学制2年。1947年4月开始向社会招生，在校生供给制待遇，有军籍；教职工120余人。1948年4月进驻青州，才开始正规学习训练，第二次社会招生，此时全校学生1000多人。1948年10月，交通学校迁入济南，改名为华东交通专科学校，增设铁路系，在校学生恢复至2000人，课程按专科设置，并成立了正规的系科、班级。
1948年底，华东交专决定在徐州建立分校，由金镛率干部10余人前往筹划；来自苏鲁豫皖的500多名青年学生经三次招生共招551人，在市区东南郊大郭庄原国民党空军营房上大课，统一着草绿色军装，享受供给制待遇。设教务、辅导、校务三科；设土木工程、交通行政、会计、摩托4个系，教职工80余人。
1949年2月，于眉、王剑鸣率交专总校700多人下南下，会合了徐州分校师生200余人后经皖、苏抵上海，成为接收上海交通局及海运、河运及其他交通运输部门的骨干力量。学校改属山东省公路总局领导，公路局局长裴未农兼任校长，刘克牧任副校长兼党工委书记，全校仅剩师生400余人。
1949年3月19日，徐州分校开学上课，校长由于眉兼任。
1949年9月，山东省人民政府决定华东交专及徐州分校的摩托、土木两系，并入山东工专。

#### 华东高级工业学校
1948年5月28日，潍坊解放。7月1日，华东财办主任曾山指示华东财办工矿部副部长张协和组织筹备处，开始创办工业学校。校址设在潍县南信街原华北烟草公司厂址，面积约30亩，1948年9月，华东第二高级工业学校正式成立，张协和出任校长，1949年1月，学校改名为华东高级工业学校。山东工专成立后，该址为山东工专潍坊分校。

#### 山东省人民政府生产部工业学校
1949年1月，山东省人民政府决定筹办干部训练班，对外名称是“工业学校”，全称是“山东省人民政府生产部工业学校”，目标是培养新民主主义经济建设初级干部。
学校2月份开始招生，3月10日正式上课，校长李逖。10月，华东局机关南迁，部分学生随军南下，参加工作。月底，学校解散，纺织科并入山东工专。

#### 华东财办工矿部济南工业学校
济南解放后，接管原山东省立济南工业职业学校，改名为华东财办工矿部济南工业学校，校长为程望。设土木、电机、机械3科，1949年10月并入山东工专。

#### 生产部青岛高级工业学校
该校是我军接管原私立青岛高级工业学校后改建而成的。私立青岛高级工业学校是由中国全国工业协会青岛分会发起，工商界人士筹资捐助，于1946年7月在青岛原四方日本国民学校旧址创办的。
1949年7月3日，青岛市军管会接管该校，改名为生产部青岛高级工业学校。张协和任该校校长，山东工专成立后，校名改为山东工专青岛分校。1951年5月，迁入济南总部。

### 山东工学院
1950年12月11日，华东军政委员会批复山东省文教厅：山东工专准予改名为山东工学院，直到1951年6月13日，山东省人民政府才发文决定将山东省立工业专科学校改为山东工学院，由工业厅厅长冯平任工学院院长，张协和任副院长和党组书记。原山东工专潍坊分校改名为山东工学院潍坊分校，1952年3月迁入济南总部，山东工学院实现了三校合一。
1952年9月，全国高等学校进行院系调整，山东工学院的土木工程系、纺织工程系调至新成立的青岛工学院。山东大学工学院的机械、电机两系，调入山东工学院。无线电通讯广播本科调入南京工学院；有线电专修科调入上海交通大学，无机物工学本科专业调入华东化工学院，上海的华东交通专科学校的机械科调入山东工学院。
1954年12月31日，中央高教部、机械工业部联合发出通知，以交通大学、华东工学院、山东工学院三校所有汽车专业的师资、设备、学生为基础，组建长春汽车拖拉机学院（后为吉林工业大学）。1955年，苏南工业专科学校铸工专修科调入山东工学院。
1970年9月，山东省革委会核心领导小组决定山东工学院水利系并入曲阜水校。1983年8月，学校决定恢复水利系。

### 山东工业大学
1983年9月19日，山东省人民政府同意山东工学院改名为山东工业大学。1984年郭兴和任校党委书记，夏天赳任校长。1990年程汉邦任校党委书记，1991年刘玉柱任校长。1996年刘玉柱任党委书记，邹增大任校长。

### 山东大学
2000年7月4日，山东大学、山东医科大学、山东工业大学合并组建新的山东大学，同时撤销原三校建制。新的山东大学为教育部直属高校。

## 附註
1. ↑  .   [2019-10-15]. （原始内容存档于2019-10-15）.
2. ↑  山东大学. . 山大概况.   [2020-06-21]. （原始内容存档于2020-06-21）.